# Casa de Editură și Tipografie Novis
Casa de Editură și Tipografie Novis este o tipografie din Cluj-Napoca.
Cifra de afaceri în 2008: 7,1 milioane euro